# Gabriel Larraín Valdivieso
Gabriel Larraín Valdivieso (* 26. Januar 1925 in Santiago de Chile; † 20. Dezember 2008) war Weihbischof im Erzbistum Santiago de Chile.

## Leben
Gabriel Larraín Valdivieso empfing am 23. Dezember 1950 die Priesterweihe. Er war Berater der Christlichen Arbeiterjugend (Juventud Obrera Católica – JOC) auf diözesaner und nationaler Ebene. Von 1958 bis 1961 war er Regens des Priesterseminars in Santiago, anschließend Generalvikar des Erzbistums. 1962 wurde er Leiter des Missionswerkes im Erzbistum Santiago.
1966 wurde er von Papst Paul VI. zum Titularbischof von Theudalis ernannt und zum Weihbischof im Erzbistum Santiago de Chile bestellt. Die Bischofsweihe spendete ihm am 3. November 1966 der Erzbischof von Santiago, Raúl Kardinal Silva Henríquez SDB; Mitkonsekratoren waren der Erzbischof von Puerto Montt, Alberto Rencoret Donoso, und der Weihbischof in Talca, Enrique Alvear Urrutia.
Seinem Rücktrittsgesuch als Weihbischof wurde 1968, seinem Rücktrittsgesuch als Titularbischof wurde 1975 durch Papst Paul VI. stattgegeben.
Er war lange Jahre Seelsorger an der Polytechnischen Hochschule Colegio Politécnico San Esteban Mártir in Lo Barnechea, die 1988 von Pater Luis Antonio Díaz gegründet worden war.

## Schriften
Gabriel Larraín schrieb das Buch 33 años del episcopado chileno (1958–1990). Bocetos über die chilenische Bischofskonferenz in der Zeit von 1958 bis 1990 sowie eine Biografie über Bernardino Piñera Carvallo, den emeritierten Erzbischof von La Serena und ehemaligen Vorsitzenden der Bischofskonferenz von Chile.